# Gobierno de Jaime Lusinchi
El gobierno de Jaime Lusinchi (1984-1989) inició el 2 de febrero de 1984 cuando se juramentó como presidente de la República por el partido Acción Democrática (AD), significando el regreso adeco al poder ejecutivo desde la primera presidencia de Carlos Andrés Pérez (1974-1979) y siendo el gobierno consecutivo al de Luis Herrera Campíns.
El presidente Lusinchi contó con mayoría absoluta en el Congreso con su partido, AD.
La política de defensa y seguridad de Lusinchi incluyó la masacre de Yumare por parte de la Dirección de los Servicios de Inteligencia y Prevención (DISIP) al grupo insurgente Punto Cero y lidió con el alzamiento conocido como la Noche de los Tanques.
Durante el gobierno de Lusinchi el país continuó su recesión económica, producto del desplome de los precios del barril del petróleo, manteniendo el control cambiario implementado por Luis Herrera Campíns, que derivó en la malversación de unos 36 mil millones de dólares, según el Cato Institute, a través de la Oficina de Régimen de Cambio Diferencial (RECADI).
Durante su gobierno se creó la Comisión Presidencial para la Reforma del Estado (COPRE), con la intención de descentralizar el país.
La política exterior de Lusinchi estuvo marcada por la visita del papa Juan Pablo II al país en 1986 y la crisis de la corbeta Caldas con Colombia en 1987.
Según el diario El País «la única venezolana que casi gobernó el país sin haber sido electa fue Blanca Ibáñez», pareja de Lusinchi, quien después fue condenada por uso ilegal de fondos del Estado durante el gobierno de Lusinchi, en un escándalo sin precedentes, según la revista Semana.
Lusinchi abogó porque su sucesor fuera Octavio Lepage, pero CAP (quien era de su propio partido) ganó las primarias y luego las presidenciales, siendo después destituido. Por esto, el de Lusinchi fue el último gobierno de AD (y del resto de los gobiernos puntofijistas) en completar todo su quinquenio.

## Campaña electoral

Mapa de las elecciones presidenciales de Venezuela de 1983.

Las elecciones de 1983 realizaron en medio del inicio de una severa crisis económica en Venezuela, producto, sobre todo, de la depreciación del bolívar, comenzada diez meses antes (Viernes negro). El gobierno saliente de Luis Herrera Campíns tenía un alto índice de rechazo entre la población, que alcanzó a buena parte de su partido, COPEI. Los adecos eligieron a Jaime Lusinchi quien a pesar de su falta de carisma y disputas partidistas internas, contaba con el voto castigo contra Luis Herrera Campíns. Su eslogan de campaña fue sencillamente «Sí», y su promesa principal fue lograr un nuevo pacto social. Obtuvo mayoría absoluta en las preferencias. También contó con el apoyo del URD. Mientras tanto Rafael Caldera volvió a dar la cara por su partido Copei y los socialistas divididos ofrecieron a Teodoro Petkoff (por el MAS y el MIR) y José Vicente Rangel (por el MEP, PCV, Liga Socialista y Nueva Alternativa).
Gran parte de la campaña estuvo ocupada por un debate clandestino sobre la amante de Lusinchi, Blanca Ibáñez, y adecos insistieron en que su esposa legal simplemente tenía que «hacer frente a la bala».[cita requerida] Cuando llegaron los resultados, los adecos obtuvieron el 56% de los votos, el margen más alto en una elección venezolana, seguido de Rafael Caldera. El abstencionismo en esta elección fue del 12%, el más alto desde el regreso de la democracia.

## Asunción
En su discurso de asunción presidencial de 1984, Jaime Lusinchi anunció una etapa de realismo y austeridad económica con la finalidad de poner fin a «la era de los espejismos de país petrolero que llenaron buena parte del siglo XX». Habló de la situación económica del país y de la corrupción administrativa, el desempleo, la necesidad de conseguir un pacto social que ayudara a estabilizar la economía y a reactivar la producción.

## Política nacional

### Política económica

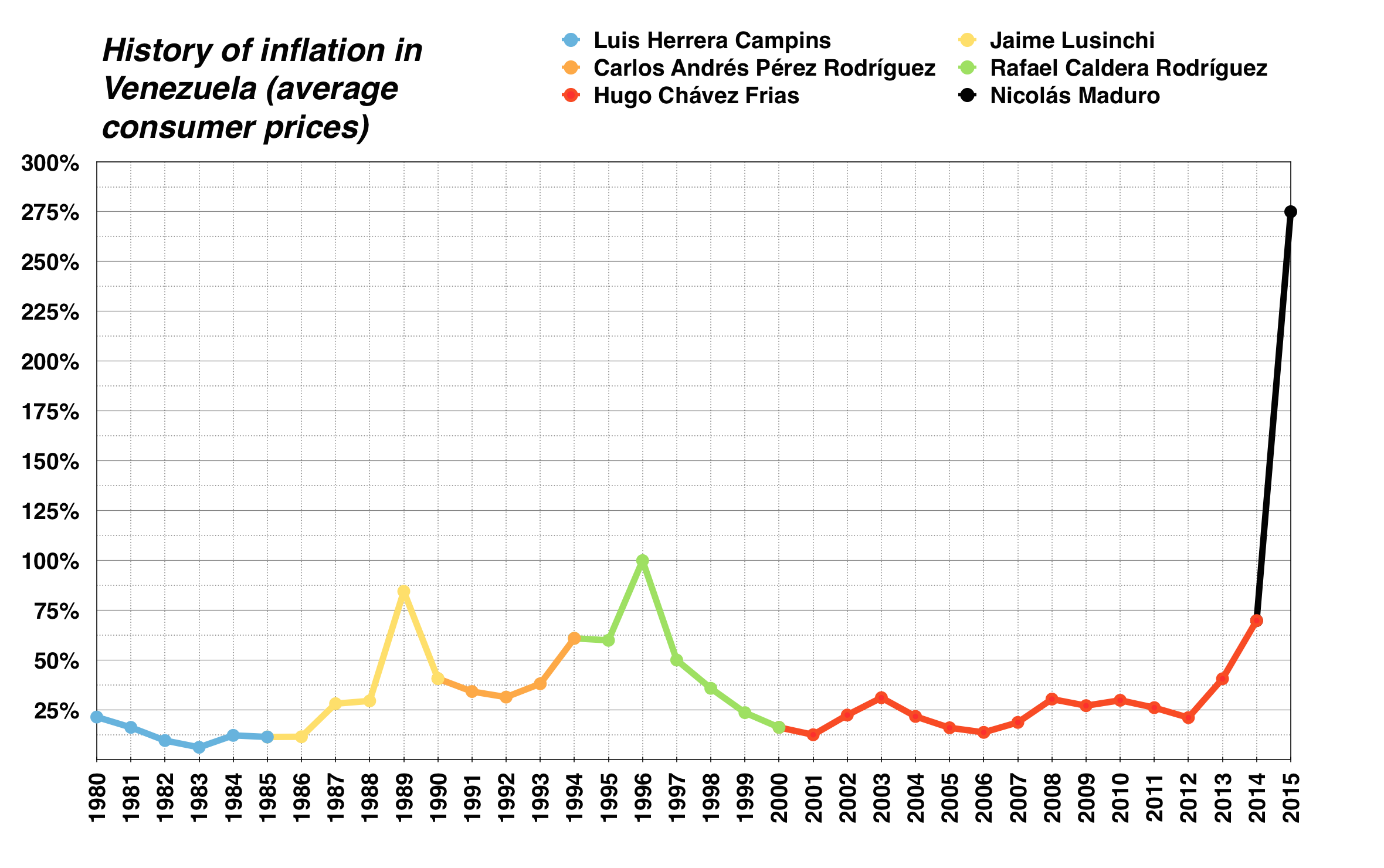
La inflación durante el gobierno de Lusinchi, de color amarillo.

Tras el Viernes Negro del 18 de febrero de 1983, 1984 cerró con una recesión económica del 6% del PIB. Entre ese año y 1986 hubo tres años seguidos de depreciación de la moneda nacional que culminaron con una devaluación del 93% del bolívar en el cambio oficial en 1986. El Barcelona Centre for International Affairs describió la política económica de Lusinchi como un «retorno al populismo económico caro a las anteriores administraciones adecas».

#### VII Plan de la Nación
Lusinchi lo presentó el 24 de febrero de 1984, se planteó la estrategia de la construcción de un nuevo pacto social y de la reforma del Estado. Se decidió reenfocar las políticas económicas, aumentando salarios, controlando precios y divisas, causando tensiones sociales. En los últimos años de gobierno, el gasto público era exorbitante, y se trató de crear una ilusoria estabilidad económica mediante la Comisión Nacional de Costos, Precios y Salarios (CONACOPRESA), creada por el gobierno con el objeto de regular los precios, vigilar los costos y fijar los salarios.[cita requerida]

### Política legislativa

Composición del Senado (1983-1988): de gris el partido Acción Democrática (AD).

Composición de la Cámara de Diputados (1983-1988).

Comenzó su gobierno con un mayoría absoluta en el Congreso, controlado por Acción Democrática.

### Política electoral

#### COPRE
La comisión Presidencial para la Reforma del Estado (COPRE) fue una comisión presidencial creada el 26 de diciembre de 1984 por el presidente Jaime Lusinchi para examinar la reforma del estado venezolano y su sistema político, la democratización de los procesos gubernamentales regionales y la creación de la figura del alcalde municipal, sin embargo, sus proposiciones fueron desestimadas durante el gobierno de Lusinchi.[cita requerida] Jaime Lusinchi decidió nombrar como gobernadores estadales a todos los secretarios generales de Acción Democrática a nivel estadal, pasando por alto liderazgos regionales.

### Política de infraestructura

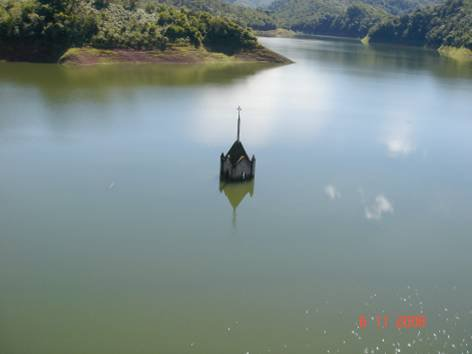
Punta de la antigua iglesia de Potosí inungada por el agua de la represa.

Durante su gobierno se construyeron en Caracas: el Paseo Vargas, el Complejo Habitacional «Juan Pablo II» en Montalbán, la Línea 2 del Metro de Caracas (tramo Zoológico/Las Adjuntas-La Paz) y el Hospital Dr. Domingo Luciani, en El Llanito. Además se concluyó la segunda fase de la Central Hidroeléctrica de Guri., parte del complejo Uribante-Caparo; se erigió la Represa del Río Turimiquire, en el Estado Monagas; se dio inicio a la construcción de la Autopista de Oriente y se construyeron un total de 331 615 viviendas.[cita requerida]
Durante su gobierno se completo la primera fase de la Central Hidroeléctrica San Agatón, la cual había iniciado su predecesor, por lo que se tuvo que desalojar al pequeño pueblo de Potosí el cual terminó bajo el agua.

### Política en medios y comunicación
Durante la presidencia de Lusinchi existieron denuncias de coacción a periodistas. Se otorgaron concesiones del espectro radioeléctrico para operar nuevos canales de televisión, entre los cuales se encontraban Televen, Omnivisión y canales regionales, así como emisoras de radio en frecuencia modulada (FM). En efecto, así nació la primera emisora comercial en dicha banda: la 107.3 MHz (hoy La Mega). Jaime Lusinchi decidió nombrar como gobernadores estadales a todos los secretarios generales de Acción Democrática a nivel estadal, pasando por alto liderazgos regionales.
En 1985 las doscientas copias existentes en Venezuela del libro Narcotráfico S. A. del activista político estadounidense Lyndon LaRouche fueron requisadas por la Dirección de los Servicios de Inteligencia y Prevención (DISIP).

### Política en derechos humanos
Durante el gobierno de Lusinchi existieron denuncias de desaparición asociadas a la acción de algunos cuerpos policiales. Según la Revista SIC, durante este tiempo: «Presuntamente funcionarios de la extinta Policía Técnica Judicial dieron muerte a más de 50 personas lanzando posteriormente sus cuerpos a pozos». En el estado Zulia se denunció la aparición de fosas comunes denominadas «Pozos de la muerte» con cadáveres de personas que habían sido detenidas por la policía o que habían sido reportados como desaparecidos.
Desde la década de 1980 diversos religiosos comenzaron a establecer organizaciones no gubernamentales para denunciar los casos de abusos policiales, detenciones arbitrarias, torturas y ejecuciones extrajudiciales. Entre estas se encontraban Justicia y Paz, fundada por Matías Camuñas.Mientras que en 1985 el sacerdote Esteban Wood de los misioneros Maryknoll junto con otros activistas crean la Comisión de Derechos Humanos de los Misioneros Maryknoll que posteriormente pasó a denominarse Red de Apoyo por la Justicia y la Paz.
En 1984 desde el congreso se trató de aprobar Ley sobre Libertad Provisional por Causas de Justificación. Esta pretendía librar de responsabilidades a los oficiales que cometieran asesinatos, justificándolos como legítima defensa y cumplimiento de su deber. Ante este intento diversos académicos y la ONG Comité Luto Activo realizaron diversas manifestaciones alegando que atentaba contra el derecho a la vida, provocando que el proyecto no prosperase.
También denunciaron los casos de abuso policial y promovieron la recolección de firmas para instar al congreso a derogar la Ley de Vagos y Maleantes.Las denuncias de la ONG llamaron la atención de organismos internacionales sobre la situación de los derechos humanos en el país provocando las visitas de miembros de Amnistía Internacional, Human Rights Watch y el Instituto Interamericano de Derechos Humanos.
Amnistía Internacional publicó un par de informes donde investigaba los casos de ejecuciones extrajudiciales cometidos por la policía.Mientras que la organización Index on Censorship mencionó varios casos de medios de comunicación que fueron censurados y que algunos periodistas críticos fueron encarcelados.
Desde la década de 1980 comienzan a reportarse los primeros casos de la enfermedad del SIDA en el país. Esto provocó desde los medios un tratamiento discriminatorio en contra de comunidad sexo diversa y al comienzo de la enfermedad se dieron algunos casos de detenciones arbitrarias de personas sospechas de portar la enfermedad. Ante la discriminación y los altos costos de los medicamentos se creó en 1987 la organización Acción Ciudadana Contra el Sida (ACCSI) para prestar apoyo y presionar al gobierno para que adquiriera los medicamentos.

#### Masacre de Tazón
En septiembre de 1984 se produce la Masacre de Tazón en donde un grupo de cerca de 200 estudiantes que se dirigían hacia Caracas para una manifestación fueron atacados por funcionarios de la Guardia Nacional, dejando un saldo de 35 heridos. Los hechos provocaron rechazo y manifestaciones donde exigían prohibir el uso de armas de fuego para controlar manifestaciones.

#### Masacre de El Amparo
El 29 de octubre de 1988 ocurre la Masacre de El Amparo donde 14 pescadores fueron asesinados por funcionarios policiales, al ser confundidos por guerrilleros. El suceso produce un largo proceso judicial, finalmente elevado a la Corte Interamericana de Derechos Humanos de la OEA el 14 de enero de 1994, la Corte dictó sentencia dos años después el 18 de enero de 1995 sobre el fondo y una segunda sentencia estableciendo en monto de las indemnizaciones y ordenando investigar y sancionar el 14 de septiembre de 1996.

### Política medioambiental

#### Pipotes de la muerte
Fue un escándalo ambiental ocurrido en 1987, en el que 2 buques con barriles de desechos tóxicos provenientes de Italia arribaron al país. Estos hechos desencadenaron protestas en el sector ciudadano, fuertes críticas en la opinión pública y en la política venezolana de ese momento, permitiendo que se crearan leyes y prohibiciones al respecto.

### Denuncias de corrupción

#### Régimen de Cambio Diferencial (RECADI)
El 24 de febrero de 1989 se abre una investigación por orden presidencial contra RECADI por presunto fraude financiero durante el gobierno de Jaime Lusinchi. RECADI constituyó una brecha en la historia de corrupción venezolana, y se convirtió en un importante escándalo en 1989 cuando cinco exministros fueron detenidos. Sin embargo, los cargos fueron retirados más tarde. Destacó la compra de camionetas para la campaña presidencial de Acción Democrática 1988, A pesar de las denuncias durante el segundo gobierno de Carlos Andrés Pérez el asunto no pasa a mayores debido a que los denunciantes se retractan o no presentan pruebas de los casos.

## Política exterior

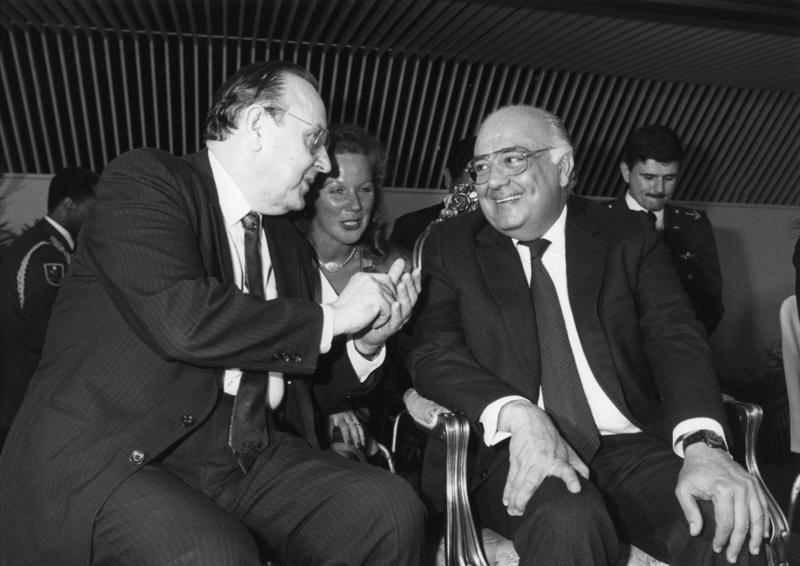
Jaime Lusinchi y el Ministro de Asuntos Exteriores de la RFA Hans-Dietrich Genscher en 1987.

En su discurso de asunción presidencial de 1984, Jaime Lusinchi hizo un llamado a la integración latinoamericana.

### Colombia

#### Crisis de la corbeta Caldas

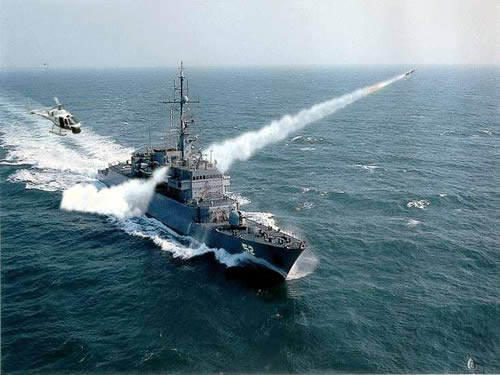
Corbeta ARC Caldas (FM-52) de la Armada colombiana.

El 9 de agosto de 1987 inició la crisis de la corbeta Caldas cuando un barco de guerra colombiano cruzó el paralelo de Castilletes rumbo al sur y se colocó en el Golfo de Venezuela, en el centro del área reclamada por Colombia. El conflicto casi desemboca e una guerra entre ambas naciones, sin embargo el incidente se solucionó diplomáticamente con la mediación de la Organización de los Estados Americanos.

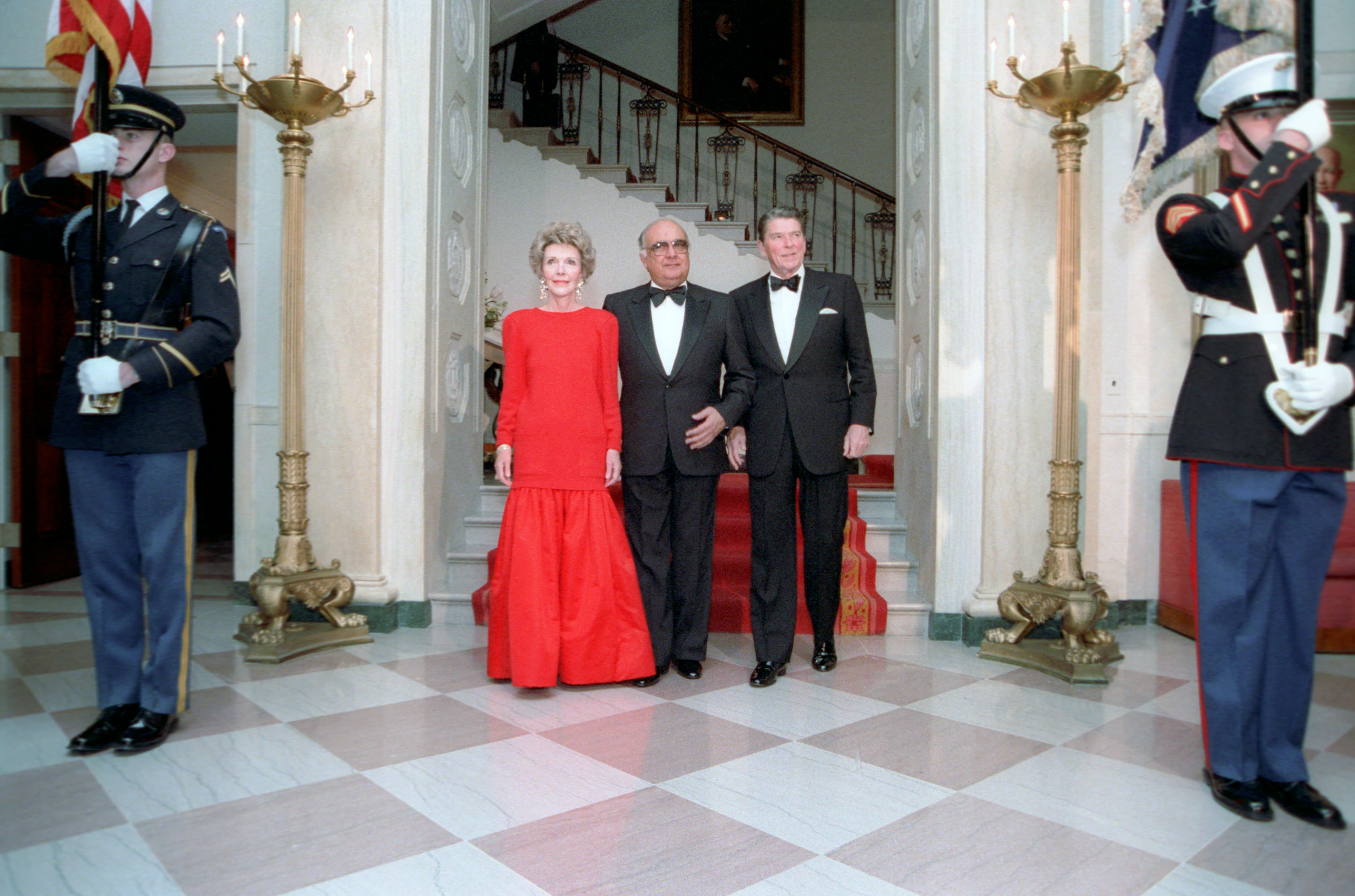
Jaime Lusinchi junto al presidente estadounidense Ronald Reagan y su esposa, Nancy.

### Ciudad del Vaticano

#### Visita de Juan Pablo II a Venezuela
En enero de 1986, el jefe de Estado del Vaticano, el Papa Juan Pablo II visitó Venezuela. Esta iba a ser la primera vez que un pontífice romano visitaba ese país específicamente. Como parte de ese evento tan especial, miles de personas se movilizaron para realizar diversos programas culturales y religiosos en varias ciudades diferentes, entre las que destacan Puerto Ordaz, Maracaibo, Mérida y Caracas. Para conmemorar el lugar donde el Papa celebró la misa en Caracas, años después se creó un conjunto habitacional que utilizó como propio el título oficial del Papa, Juan Pablo II.

## Oposición

### Protestas
Según El Nacional, en 1984 hubo 293 protestas a nivel nacional; en 5 se registraron 262, en 1986 fueron 70, en 1987 hubo 83 y en 1988 se contabilizaron 103, para un total de 811 en ese tiempo.

#### Marzo merideño
El 13 de marzo de 1987 inician disturbios en la ciudad de Mérida a raíz del asesinato del estudiante universitario Luis Carvallo Cantor. Esto sería conocido como el Marzo merideño.

### Masacre de Yumare
En 1986 ocurrió la Masacre de Yumare, donde un destacamento de la Dirección de los Servicios de Inteligencia y Prevención (DISIP) ejecutó a nueve miembros del movimiento insurgente Punto Cero. En 2006 los familiares de las víctimas de la masacre demandaron a Lusinchi, siete funcionarios de su gobierno y 38 funcionarios jubilados de la DISIP por los hechos de 1986.

### Noche de los Tanques
El 26 de octubre de 1988, mientras Jaime Lusinchi se encontraba fuera del país y poco antes de las elecciones generales en el país, una columna de 26 vehículos blindados Dragón (V-100) fueron movilizados desde Fuerte Tiuna hacia la zona del Palacio Presidencial de Miraflores en el centro de Caracas, por órdenes de El mayor del ejército Soler Zambrano. Informes de inteligencia posteriores señalaron que la movilización consistió en un intento de golpe de Estado abortado.

## Imagen pública
El retorno al populismo económico mantuvo su popularidad según los medios de comunicación alta en todo momento, no obstante la inquietante desvalorización monetaria, la tolerancia a la corrupción, las acusaciones de desacreditar a periodistas y los pobres resultados de la (COPRE), dañaron negativamente la imagen del presidente.

## Repercusión histórica
La corrupción en Venezuela siempre había sido un problema, pero bajo el gobierno Jaime Lusinchi se convirtió en el problema principal, y la mayoría de los venezolanos consideraban que la corrupción, y no la pura incompetencia, era la raíz de todos los males de la sociedad. Este período también fue caracterizado por denuncias de moralidad y abuso de poder. Lusinchi se había divorciado de su esposa Gladys Castillo y se había casado con Blanca Ibáñez, a quien se consideraba muy influyente tras bambalinas y se la culpaba de abuso de poder y nepotismo,  que alcanzaron el extremo de nombramientos y destituciones de funcionarios públicos, condicionamiento financiero y social a los contratos públicos y selección de ascensos a Generales de la Fuerza Armada.
La disparidad del bolívar con respecto al dólar crecería al igual que la inflación, la economía venezolana se estancó, seguiría siendo dependiente del petróleo y al final de su gobierno de Lusinchi Venezuela entra en el Impago soberano de la deuda externa contraída por la Nación con anterioridad a 1983, lo cual motivó a su sucesor Carlos Andrés Pérez a tomar medidas económicas (El Gran Viraje) que desembocó en una conmoción social generalizada (el tristemente célebre Caracazo).